# Chondroscaphe dabeibaensis
Chondroscaphe dabeibaensis är en orkidéart som beskrevs av Patricia A. Harding. Chondroscaphe dabeibaensis ingår i släktet Chondroscaphe och familjen orkidéer.
Artens utbredningsområde är Colombia. Inga underarter finns listade i Catalogue of Life.